# Ankathatti, Kolar
Ankathatti là một làng thuộc tehsil Kolar, huyện Kolar, bang Karnataka, Ấn Độ.